# 念仏一会
念仏一会（ねんぶついちえ）とは念仏→南無阿弥陀仏を繰り返す事である。

## 称え方
合間打ちの場合○は木魚を打つ

●は大きく打つ、○はちいさく、△はその中間で打つとする。
南無阿弥陀○仏　南無阿弥陀○仏　南○無阿○弥陀○仏
・
・
・
南○無阿○弥陀○仏（ここは何回でも良い）百万遍（百万回）でもよい
・
・
・
南○無阿○弥陀○仏　南○無阿○弥陀○仏　南○無阿○弥陀●仏
南○無阿○弥陀○仏　南○無阿○弥陀○仏　南△無阿○弥陀●仏

漢字では少し不明なので読みをつけると
南○無阿○弥陀○仏　　→→→　　なー○むあー○みだー○ぶ
の様になる。